# Rödermark
Rödermark è un comune tedesco di 28 834 abitanti, situato nel land dell'Assia.